# Élections générales espagnoles de 2011 à La Rioja
Les élections générales espagnoles de 2011 (en espagnol : Elecciones generales de España de 2011) se sont tenues le dimanche 20 novembre 2011 afin d'élire les 350 députés et 208 des 266 sénateurs de la Xe législature des Cortes Generales. 4 députés sont élus à La Rioja.

## Résultats

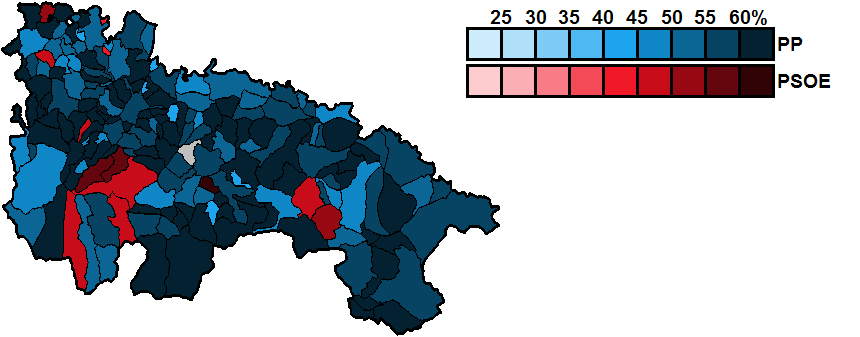
Résultats par commune.

| Parti                  | Parti                                                   | Voix    | %     | +/-   | Sièges | +/-           |
| ---------------------- | ------------------------------------------------------- | ------- | ----- | ----- | ------ | ------------- |
|                        | Parti populaire (PP)                                    | 95 124  | 54,70 | 5,19  | 3      | 1             |
|                        | Parti socialiste ouvrier espagnol (PSOE)                | 54 066  | 31,09 | 12,54 | 1      | 1             |
|                        | Union, progrès et démocratie (UPyD)                     | 10 367  | 5,96  | 4,68  | 0      | en stagnation |
|                        | Gauche plurielle (IU)                                   | 7 995   | 4,60  | 2,66  | 0      | en stagnation |
|                        | Equo                                                    | 1 626   | 0,93  | Nv.   | 0      | en stagnation |
|                        | Parti animaliste contre la maltraitance animale (PACMA) | 779     | 0,45  | Nv.   | 0      | en stagnation |
|                        | Pour un monde + juste (PUM+J)                           | 686     | 0,39  | 0,27  | 0      | en stagnation |
|                        | Parti communiste des peuples d'Espagne (PCPE)           | 380     | 0,22  | 0,14  | 0      | en stagnation |
|                        | Unification communiste de l'Espagne (UCE)               | 94      | 0,05  | Nv.   | 0      | en stagnation |
|                        | Vote blanc                                              | 2 793   | 1,61  | 0,51  |        |               |
|                        |                                                         |         |       |       |        |               |
| Suffrages exprimés     | Suffrages exprimés                                      | 173 910 | 98,42 |       |        |               |
| Votes nuls             | Votes nuls                                              | 2 797   | 1,58  |       |        |               |
| Total                  | Total                                                   | 176 707 | 100   | -     | 4      | en stagnation |
| Abstention             | Abstention                                              | 66 093  | 27,22 |       |        |               |
| Inscrits/Participation | Inscrits/Participation                                  | 242 800 | 72,78 |       |        |               |